# Ana Vanessa Gutiérrez
Ana Vanessa Gutiérrez González, španska političarka, pisateljica, pesnica, novinarka. Od 2023 je namestnica ministra družbenih pravic, kulture, jezikovne kulture in športa avtonomne Asturije. * 5. marec 1980, Mieres.
Gutiérrez je zelo zavezana za asturijski jezik, ki ga rabi v književnosti, publicistiki in politiki.

## Šolanje
Prvo stopnjo visokošolskega študija je končala na Univerzi La Rioja v Logroñu. Nato je izvršila več podiplomskih študijev: je študirala komunikacijo kriznega upravljanja na Katalonski Svobodni Univerzi v Barceloni, kulturno poslovodstvo na Evropski univerzi Miguel de Cervantes v Valladolidu in politične študije na Mednarodni Univerzi La Rioja.

## Novinarsko, družbeno in politično delo
Od 2004 je delala pri več španskih in asturijskih časopisih in revijah kot El Comercio, Les Noticies, El Súmmum, Brixel. Bila je od 2008 do 2015 moderatorka in urednica kulturne oddaje Pieces v Televiziji Asturija, med 2010 in 2012 urednica in moderatorka oddaje Batura v Radioteleviziji Asturija, od 2016 moderatorka in urednica oddaje Ente toos tudi v Radioteleviziji Asturija, od 2017 do 2018 pa urednica moderatorka oddaje Nel cantu la memoria v Televiziji Asturija.
Leta 2016 je bila poimenovana za vodjo kabineta Ministrstva Asturije za kulturo, jezikovno politiko in turizem ter za svetnico rektorata na Univerzi v Oviedu. To vlogo je opravljala do leta 2019. Leta 2023 so jo poimenovali za namestnico ministra za kulturo, jezikovno politiko in šport v Asturiji, leta 2024 pa je bila poimenovana še za vodjo družbenih pravic, kulture, jezika in športa.

## Književno delo
Leta 2003 in 2004 je objavila prvi pesniški zbirki v španščini Onde seca l'agua in La danza de la yedra. Leta 2007 je skupaj s Xuanom Bellom izdala dvojezično katalonsko-asturijsko zbirko Passí el temps desfant la memória.
Leta 2006 se je objavila njena prva prozna zbirka v španščini Les palabres que te mando, nato se je leta 2007 objavil esej El país del silenciu v asturijščini, ki ga je napisala skupaj z novinarko Beatriz Redondo Viado.
Njena dela so prevedli v več jezikov kot v galicijščino, katalonščino, angleščino, francoščino, češčino in madžarščino. Tudi objavlja pesmi v antologijah in revijah.
Gutiérrez je predstavnica poznejšega literarnega preporoda asturijščine, ki se imenuje Postsurdimientu.